# Team
Team je slovenská rocková skupina existující od začátku 80. let 20. století. Popularity dosáhla až s příchodem zpěváka Pavola Habery v roce 1988, téměř do poloviny 90. let zastiňovala i dnes již legendární Elán. Po velkém úspěchu prvního alba Team, skupina celé album nazpívala i v esperantu. To jim ulehčilo cestování do zahraničí, zejména do Velké Británie. Koncertovali především na setkáních esperantistů mimo Československo.

## Členové
- Pavol Habera
- Dušan Antalík
- Milan Dočekal (nehraje ze zdravotních důvodů)
- Ivan Válek
- Ivan Marček (zemřel)
- Juraj Tatár
- Matěj Morávek
- Marcel Buntáj

## Diskografie
| 1988 | Team 1                         | OPUS                |                           |
| 1989 | Team 2 – Prichytený pri živote | OPUS                | producent: Július Kinček  |
| 1990 | Team 3                         | OPUS                | producent : Július Kinček |
| 1991 | Team 4                         | OPUS                | producent: Július Kinček  |
| 1993 | Team 5                         | Tommü Records       |                           |
| 1996 | Team 6 – Voľná zóna            | ENA Production      |                           |
| 2000 | Team 7 – 7edem                 | FORZA               |                           |
| 2002 | Team 8 – Mám na teba chuť :-)  | Universal Music     |                           |
| 2003 | Team – Live in Praha           | Interkoncerts Praha |                           |
| 2004 | Team X                         | Universal Music     |                           |
| 2007 | Team 11                        | Universal Music     |                           |

| 1994 | Team - Hity                                  | Music 42              |
| 1997 | Best of Team                                 | Bonton Music Slovakia |
| 2000 | Team – Zlaté hity                            | Tommü Records         |
| 2002 | Pavol Habera & Team Best of – Piesne o láske | Popron                |
| 2005 | Best Of 1988-2005                            | Universal Music       |